# Колвел (Ајова)
Колвел (енгл. Colwell) град је у америчкој савезној држави Ајова. По попису становништва из 2010. у њему је живело 73 становника.

## Демографија
Према попису становништва из 2010. у граду је живело 73 становника, што је -3 (-3.9%) становника више него 2000. године.
| Група             | 2000.       | 2010.      |
| Белци             | 76 (100.0%) | 71 (97,3%) |
| Афроамериканци    | 0 (0,0%)    | 0 (0,0%)   |
| Азијати           | 0 (0,0%)    | 0 (0,0%)   |
| Хиспаноамериканци | 0 (0,0%)    | 0 (0,0%)   |
| Укупно            | 76          | 73         |